# Fondation Gilles-Kègle
Fondation Gilles-Kègle est une fondation québécoise créée en juin 1995 par Gilles Kègle pour soigner et soulager des milliers de personnes pauvres, démunies, malades, âgées et abandonnées ainsi que pour venir en aide financièrement aux bénévoles.

## L'endroit où il est présent
La maison Gilles Kègle et la fondation Gilles-Kègle sont situées à Québec au 380 rue du Pont dans le quartier St-Roch.
C'est à cet endroit que travaillent les bénévoles. La fondation vient en aide aux personnes de Québec et Montréal.

## Les actions concrètes pour venir en aide
Le travail des bénévoles consiste à faire des soins à domicile. Entre autres, ils font des soins infirmiers (injections, pansements, traitement, etc.), des soins pré et post-opératoires et beaucoup de bains.
Ils font aussi des soins auxiliaires (cuisiner, entretien ménager, commission, l'accompagnement, la coiffure, la couture, prendre soin des animaux, accompagnement des mourants, réclamer les corps, préparer les funérailles, enterrer les cendres dans le lot de la fondation, un lot de 1 000 corps incinérés que lui a remis Lépine et Cloutier).
Aussi la fondation paie les médicaments et les bénévoles vont porter de la nourriture aux pauvres. Ils s'occupent des itinérants et ils font des interventions dans la rue.
Depuis 22 ans, les bénévoles ont fait 1 200 000 visites à domicile à Québec.
À Québec il y a 70 bénévoles et à Montréal il y en a 22. En plus de la fondation Gilles-Kègle possède une clinique médicale qui porte son nom au Tanzanie.